# Polydrusus ponticus
Polydrusus ponticus — вид долгоносиков-скосарей из подсемейства Entiminae.

## Описание
Жук длиной 4-7,5 мм. Анальный стернит голый. Волоски на тёмных пятнах прилегающие, слабо заметные. Чешуйки собраны в неясные пятна, светло-серого или зеленовато-серого цвета, редко коричневатые, при более равномерном распределении чешуек явственны голые точки. Глаза большие, слабо выпуклые.